# Корневые согласные
Корневые согласные — согласные, которые производятся при помощи корня языка в горле. Корневые делятся на фарингальные, эпиглоттальные и эпиглотто-фарингальные, хотя технически эпиглоттальные артикулируются в гортани.
Термин корневые был придуман для устранения неоднозначности при употреблении термина фарингальных согласных, ранее используемого для любых согласных, артикулируемых в горле, вне зависимости от того, является ли активным речевым органом задняя часть языка (фарингальные, старое название — «верхние фарингальные») или надгортанник (эпиглоттальные, «нижние фарингальные»). Тем не менее, некоторые авторы по-прежнему используют термин фарингальные в широком значении, а Миллер (2005) предпочитает термин гуттуральные согласные (см. en:Guttural), включающий также глоттальные согласные.